# Бранч (округ)
Бранч (англ. Branch County) — округ в штате Мичиган, США. Официально образован в 1829 году. По состоянию на 2010 год, численность населения составляла 45 248 человек.

## География
По данным Бюро переписи США, общая площадь округа равняется 1 346,801 км2, из которых 1 310,541 км2 суша и 33,670 км2 или 2,600 % это водоёмы.

## Население
По данным переписи населения 2010 года в округе проживает 45 248 жителей в составе 16 419 домашних хозяйств и 11 350 семей. Плотность населения составляет 34,50 человек на км2. На территории округа насчитывается 20 841 жилых строений, при плотности застройки около 15,90-ти строений на км2. Расовый состав населения: белые — 90,90 %, афроамериканцы — 3,00 %, коренные американцы (индейцы) — 0,40 %, азиаты — 0,40 %, гавайцы — 0,00 %, представители других рас — 4,00 %, представители двух или более рас — 0,10 %. Испаноязычные составляли 0,00 % населения независимо от расы.
В составе 31,50 % из общего числа домашних хозяйств проживают дети в возрасте до 18 лет, 52,20 % домашних хозяйств представляют собой супружеские пары проживающие вместе, 11,10 % домашних хозяйств представляют собой одиноких женщин без супруга, 30,90 % домашних хозяйств не имеют отношения к семьям, 0,00 % домашних хозяйств состоят из одного человека, 0,00 % домашних хозяйств состоят из престарелых (65 лет и старше), проживающих в одиночестве. Средний размер домашнего хозяйства составляет 2,56 человека, и средний размер семьи 3,05 человека.
Возрастной состав округа: 23,90 % моложе 18 лет, 8,00 % от 18 до 24, 25,00 % от 25 до 44, 28,30 % от 45 до 64 и 28,30 % от 65 и старше. Средний возраст жителя округа 40 лет. На каждые 100 женщин приходится 111,40 мужчин. На каждые 100 женщин старше 18 лет приходится 112,90 мужчин.
Средний доход на домохозяйство в округе составлял 41 855 USD, на семью — 48 959 USD. Среднестатистический заработок мужчины был 25 595 USD против 17 263 USD для женщины. Доход на душу населения составлял 18 289 USD. Около 2,50 % семей и 17,70 % общего населения находились ниже черты бедности, в том числе — 25,30 % молодежи (тех, кому ещё не исполнилось 18 лет) и 9,00 % тех, кому было уже больше 65 лет.